# Ражан (община)
Община Ражан (на сръбски: Општина Ражањ) е административна единица в Централна Сърбия, Нишавски окръг. Заема площ от 289 км2. Административен център е село Ражан.

## Население
Според преброяването от 2011 г. населението на община Ражан възлиза на 9150 души. Гъстотата е 31,66 души/км2.

### Етнически състав
| Народност                | 2011 г.     | 2011 г. |
| ------------------------ | ----------- | ------- |
| сърби                    | 8815 жители |         |
| цигани                   | 195 жители  |         |
| македонци                | 11 жители   |         |
| хървати                  | 3 жители    |         |
| черногорци               | 2 жители    |         |
| българи                  | 2 жители    |         |
| унгарци                  | 1 жител     |         |
| други                    | 7 жители    |         |
| неизяснени               | 103 жители  |         |
| регионална принадлежност | 1 жител     |         |
| неизвестно               | 10 жители   |         |

## Селищна мрежа
В границите на общината влизат 23 населени места.
| - Бралина - Варош - Витошевац - Грабово - Липовац - Маджере - Малетина - Мачия | - Нови Брачин - Пардик - Подгорац - Претърковац - Послон - Прасковче - Ражан - Руище | - Скорица - Смиловац - Стари Брачин - Церово - Църни Као - Чубура - Шетка |